# Technology readiness level
L'échelle TRL (en anglais Technology Readiness Level, qui peut se traduire par niveau de maturité technologique) est un système de mesure employé pour évaluer le niveau de maturité d'une technologie (matériel, composants, périphériques, etc.), notamment en vue de financer la recherche et son développement ou dans la perspective d'intégrer cette technologie dans un système ou un sous-système opérationnel. Le niveau TRL a d'abord été utilisé par les agences gouvernementales américaines mais cette notion s'est depuis largement diffusée et a été adoptée par de nombreux organismes, entreprises ou institutions publiques dans le monde. Le TRL est en particulier un critère important pour effectuer les choix d'architecture des missions de la NASA et dans le programme Horizon 2020 de financement de la recherche par la Commission européenne. On trouve une notion similaire en ce qui concerne le niveau de maturité de production, abrégé en MRL de l'anglais Manufacturing Readiness Level (en).
En général, quand une nouvelle technologie est découverte, inventée ou conçue, elle n'est pas immédiatement applicable. Les nouvelles technologies sont généralement soumises à l'expérimentation, au raffinement, et à des tests de plus en plus réalistes. Une fois la technologie suffisamment éprouvée, elle peut être intégrée à un système/sous-système. 
En 2013, l'Organisation internationale de normalisation (ISO) publie un nouveau standard définissant les niveaux de maturité technologique et leurs critères d'évaluation.

## Définitions
Différentes définitions sont utilisées par différentes agences, quoiqu'elles soient similaires. Les définitions les plus communément employées sont celles utilisées par le département de la Défense des États-Unis (DoD) et l'Administration nationale de l'aéronautique et de l'espace (NASA).

### Définitions selon le DoD
| TRL / Niveau de maturité technologique                                                               | Description |
| --- | --- |
| 1. Principes de base observés et rapportés                                                           | Plus bas niveau de maturité technologique. La recherche scientifique commence à se traduire en recherche appliquée et développement. Les exemples peuvent inclure des études papiers des propriétés de base d'une technologie. |
| 2. Concepts ou applications de la technologie formulés                                               | L'invention débute. Une fois les principes de base observés, les applications pratiques peuvent être inventées. L'application est spéculative et il n'y a aucune preuve ou analyse détaillée pour étayer cette hypothèse. Les exemples sont toujours limités à des études papier. |
| 3. Fonction critique analysée et expérimentée ou preuve caractéristique du concept                   | Une recherche et développement active est initiée. Ceci inclut des études analytiques et des études en laboratoire afin de valider physiquement les prévisions analytiques des éléments séparés de la technologie. Les exemples incluent des composants qui ne sont pas encore intégrés ou représentatifs.                                                                                      |
| 4. Validation en laboratoire du composant ou de l'artefact produit                                   | Les composants technologiques de base sont intégrés afin d'établir que toutes les parties fonctionnent ensemble. C'est une « basse fidélité » comparée au système final. Les exemples incluent l'intégration ad hoc du matériel en laboratoire. |
| 5. Validation dans un environnement significatif du composant ou de l'artefact produit               | La fidélité de la technologie s'accroit significativement. Les composants technologiques basiques sont intégrés avec des éléments raisonnablement réalistes afin que la technologie soit testée dans un environnement simulé. Les exemples incluent l'intégration « haute fidélité » en laboratoire des composants.                                                                             |
| 6. Démonstration du modèle système / sous-système ou du prototype dans un environnement significatif | Le modèle ou le système prototype représentatif (bien au-delà de l'artefact testé en TRL 5) est testé dans un environnement significatif. Il représente une avancée majeure dans la maturité démontrée d'une technologie. Les exemples incluent le test d'un prototype dans un laboratoire « haute fidélité » ou dans un environnement opérationnel simulé.                                     |
| 7. Démonstration du système prototype en environnement opérationnel                                  | Prototype dans un système planifié (ou sur le point de l'être). Représente une avancée majeure par rapport à TRL 6, nécessitant la démonstration d'un système prototype dans un environnement opérationnel, tel qu'un avion, véhicule... Les exemples incluent le test du prototype sur un avion d'essai.                                                                                       |
| 8. Système réel complet qualifié à travers des tests et des démonstrations                           | La preuve a été apportée que la technologie fonctionne sous sa forme finale et avec les conditions attendues. Dans la plupart des cas, cette TRL représente la fin du développement de vrais systèmes. Les exemples incluent des tests de développement et l'évaluation du système afin de déterminer s'il respecte les spécifications du design.                                               |
| 9. Système réel prouvé à travers des opérations / missions réussies                                  | Application réelle de la technologie sous sa forme finale et en conditions de mission, semblables à celles rencontrées lors de tests opérationnels et d'évaluation. Dans tous les cas, c'est la fin des derniers aspects de corrections de problèmes (bug fixing) du développement de vrais systèmes. Les exemples incluent l'utilisation du système sous conditions de mission opérationnelle. |

## Utilisation des TRL
L'intérêt premier des TRL est d'aider le management à prendre des décisions concernant le développement et le transfert d'une technologie. Les avantages sont les suivants :
- Fournit une compréhension commune de l'état d'une technologie
- Gère le risque
- Utilisé afin de prendre des décisions sur la création technologique
- Utilisé afin de prendre des décisions concernant le transfert technologique

Les inconvénients sont :
- Plus de rapports, de travail papier, de revues
- Relativement nouveau, prend du temps pour influencer le système
- L'ingénierie des systèmes n'est pas concernée par les premiers TRL